# Mutesa 2. af Buganda
Mutesa 2. af Buganda, egentlig Edward Frederick William David Walugembe Mutebi Luwangula Mutesa II (19. november 1924 – 21. november 1969) var Ugandas første præsident og desuden kabaka af Buganda.
|  | Artiklen om Mutesa 2. af Buganda kan blive bedre, hvis der indsættes et (bedre) billede Du kan hjælpe ved at afsøge Wikimedia Commons for et passende billede eller uploade et godt billede til Wikimedia Commons iht. de tilladte licenser og indsætte det i artiklen. |

1. ↑  Navnet er anført på engelsk og stammer fra Wikidata hvor navnet endnu ikke findes på dansk.
2. ↑  Navnet er anført på engelsk og stammer fra Wikidata hvor navnet endnu ikke findes på dansk.
3. ↑  Navnet er anført på svensk og stammer fra Wikidata hvor navnet endnu ikke findes på dansk.